# Nagnatae
Los Nagnatae (Ναγναται) o Magnatae (Μαγναται) eran un grupo tribal de la antigua Irlanda conocidos por una única mención del geógrafo Claudio Ptolomeo. que habitaron al norte de la provincia de Connacht. Ptolomeo también regista una ciudad, Nagnata (Ναγνατα) o Magnata (Μαγνατα) en su territorio, entre las desembocaduras de los ríos Ravius (Ῥαουιος), actualmente Río Roe, y Libnius (Λιβνιος), supuestamente Río Erne.
El historiador Theodore Moody sugiere una conexión entre Nagnatae y Fir Ól nÉcmacht, un grupo en los inicios de Connacht, asumiendo una degradación en la transmisión histórica de ambos nombres.